# 瓦平格爾福爾斯 (紐約州)
瓦平格爾福爾斯（英語：Wappingers Falls）是位於美國紐約州達奇斯縣的村。

## 人口
根據2020年美國人口普查的數據，瓦平格爾福爾斯的面積為3.11平方千米，當中陸地面積為2.90平方千米，而水域面積為0.20平方千米。當地共有人口6103人，而人口密度為每平方千米1,962人。